# دومينغو دي سوتو
دومينغو دي سوتو (بالإسبانية: Domingo de Soto)‏ هو فيزيائي وكاتب وأستاذ جامعي وقانوني إسباني، ولد في 1494 في شقوبية في إسبانيا، وتوفي في 25 نوفمبر 1560 في سلامنكا في إسبانيا.